# مسعودآباد (دیواندره)
مسعودآباد ، روستایی از توابع بخش کرفتو شهرستان دیواندره در استان کردستان ایران است.

## جمعیت
این روستا در دهستان اوباتو قرار دارد و براساس سرشماری مرکز آمار ایران در سال ۱۳۸۵، جمعیت آن ۱۷۸ نفر (۳۷خانوار) بوده‌است.